# 수잔 브로우닝
수잔 브로우닝(Susan Browning, 1941년 2월 25일 ~ 2006년 4월 23일)은 미국의 연극 배우, 영화배우이다.
뉴욕에서 사망하였다.

## 영화
- 시스터 액트 2 (1993년)
- 시스터 액트 (1992년)
- 가프 (1982년)
- 원 라이프 투 리브 (1968년)